# Die wunderliche Gasterei
Die wunderliche Gasterei ist ein Märchen (ATU 334). Es stand in den Kinder- und Hausmärchen der Brüder Grimm nur bis zur 2. Auflage von 1819 an Stelle 43 (KHM 43a).

## Inhalt
Eine Leberwurst besucht eine Blutwurst und sieht wunderliche Dinge: Besen und Schaufel, die sich schlagen, ein Affe mit Kopfwunde. Die Blutwurst geht aber nicht darauf ein und will nach dem Essen sehen. Da warnt jemand die Leberwurst, es sei eine Mörderhöhle. Sie läuft hinaus. Die Blutwurst droht mit dem Messer durchs Bodenloch:
„hätt ich dich, so wollt ich dich!“

## Herkunft und Rezeption
Das Schreckmärchen stammt wahrscheinlich von Amalie Hassenpflug. In Jacob Grimms Handschrift Blutwurst von 1810 ist es noch nicht ganz ausformuliert, Handlung und Schlussvers sind gleich. Georg Büchner muss es gekannt haben, da er in Woyzeck 1836 schreibt: „Morgen hol' ich der Frau Königin ihr Kind. Blutwurst sagt: komm Leberwurst!“
Ab der 3. Auflage ist der Text durch Frau Trude ersetzt. Vergleiche zu streitender Schaufel und Besen KHM 42 Der Herr Gevatter, zur Warnung und zur Drohung aus dem Bodenloch auch KHM 40 Der Räuberbräutigam, KHM 46 Fitchers Vogel, KHM 62a Blaubart, KHM 73a Das Mordschloß.